# Mitsunori Fujiguchi
Mitsunori Fujiguchi (Kasukawa, Gunma, Japó, 17 d'agost de 1949), és un exfutbolista japonès.

## Selecció japonesa
Mitsunori Fujiguchi va disputar 26 partits amb la selecció japonesa.